# Epipedobates
Epipedobates — рід отруйних жаб родини дереволазових. Має 7 видів.

## Опис
Загальна довжина представників ціього роду досягає 3—3,5 см. Спостерігається статевий диморфізм: самиці більші за самців. Голова невелика, тулуб стрункий, витягнутий. Пальці з округлими дисками на кшталт присосок. У більшості очі великі, витрішкуваті. забарвлення яскраве: на темному фоні спини переважають червоні, помаранчеві, жовті кольори. Черево більш однобарвне.

## Спосіб життя
Полюбляють тропічні та субтропічні ліси, місцини уздовж річок, сільськогосподарські угіддя. Зустрічаються на висоті до 2000 м над рівнем моря. Активні вдень або вранці. Живляться дрібними безхребетними.
Це яйцекладні амфібії.

## Розповсюдження
Мешкають в Колумбії, Еквадорі й Перу.

## Види
- Epipedobates anthonyi
- Epipedobates boulengeri
- Epipedobates darwinwallacei
- Epipedobates espinosai
- Epipedobates machalilla
- Epipedobates narinensis
- Epipedobates tricolor